# Intel-Haswell-Mikroarchitektur
Haswell ist der Codename einer Prozessor-Mikroarchitektur des Chipherstellers Intel, welche als Nachfolger der Ivy-Bridge-Architektur im 2. Quartal 2013 erschien. Wie Ivy Bridge basiert auch Haswell auf dem 22-nm-Verfahren. Die integrierte GPU unterstützt zudem DirectX 11.1 und OpenGL 4.0. Es werden Mainboards mit Sockel 1150 sowie einem der 80er-Chipsätze benötigt. Für die Haswell-Prozessoren der zweiten Generation, auch Haswell Refresh genannt, sind die Chipsätze der 90er-Reihe vorgesehen.
Offiziell wurden die Haswell-Prozessoren am 1. Juni 2013 vorgestellt, wenige Tage vor Beginn der IT-Messe Computex. Einzelne Händler in China und anderen Teilen Asiens begannen allerdings schon früher mit dem Verkauf von Haswell-Prozessoren und LGA1150-Mainboards.
Der Codename wurde von der Ortschaft Haswell im US-Bundesstaat Colorado hergeleitet.

## Design
Haswell wurde besonders auf Energieeffizienz und Leistung optimiert, um die Vorteile der neuen FinFET-Transistoren zu nutzen, die beim Wechsel auf den 22-nm-Fertigungsprozess eingeführt wurden. Dazu bietet er die englisch Advanced Vector Extensions 2, abgekürzt AVX2.

### Chipsatz für Haswell-Prozessoren
Haswell-Prozessoren sind nicht kompatibel zu den Chipsätzen für die Ivy-Bridge-Prozessoren. Zusätzlich führt Intel mit Haswell neue Chipsätze mit zusätzlichen Ausstattungsmerkmalen, wie etwa mehr USB-3.0-Schnittstellen, ein.

### Erläuterungen

Haswell kam mit einer sogenannten FIVR.

- ULT = Ultra Low Thermal Design Power; ULX = Ultra Low eXtreme TDP.
- Nur bestimmte BGA-Versionen werden eine GT3 (Intel HD 5000, Intel Iris 5100) oder GT3e (Intel Iris Pro 5200) integrierte Grafikeinheit erhalten. Alle anderen Modelle erhalten die GT2 (Intel HD 4X00) integrierte Grafikeinheit. Weitere Informationen darüber bietet Intel HD Graphics.
- Da Ultrabooks und Tablets einen geringen Energieverbrauch voraussetzen, werden Haswell-ULT und Haswell-ULX-Prozessoren nur in einer Dual-Core-Variante verfügbar sein. Alle anderen Versionen sind Dual- oder Quad-Core-Modelle.

### Leistung
Im Vergleich zu Ivy Bridge hat Haswell ca. 8 % mehr Vektorverarbeitungsleistung und eine bis zu 6 % bessere Single-Thread-Leistung. Außerdem verbraucht ein Haswell-Prozessor unter Last ca. 8 % weniger Strom als ein vergleichbares Ivy-Bridge-Modell. Darüber hinaus kann eine Verbesserung der sequentiellen CPU-Leistung um 6 % gegenüber Ivy Bridge verzeichnet werden (statt 6 jetzt 8 Ausführungsports pro Kern). Die Hauptoptimierung wurde bei der integrierten Grafikeinheit durchgeführt, hier wurde eine um 20 % gesteigerte Leistung gegenüber dem Vorgänger Intel HD 4000 erzielt (Haswell HD 4600 vs. Ivy Bridge HD 4000).

## Modelle
Haswell erschien in mehreren Versionen:

### Haswell-DT
Desktop-Version (Sockel LGA1150)
- Vierkernprozessor (Quad-Core)
- L1-Cache: je Kern 32 + 32 KiB (Daten + Instruktionen)
- L2-Cache: je Kern 256 KiB mit Prozessortakt
- L3-Cache: 2 MiB bis 8 MiB
- MMX, SSE, SSE2, SSE3, SSSE3, SSE4.2, Intel 64, EIST, XD-Bit, IVT, AES-Instruktionen, AVX, AVX2, SMT, TXT, gather, BMI1, BMI2, FMA3
- integrierte GPU
- Sockel 1150
- Verlustleistung (TDP): 35–84 W
- Erscheinungsdatum: 4. Juni 2013
- Fertigungstechnik: 22 nm
- Die-Größe: 177 mm² bei 1,4 Milliarden Transistoren (inkl. iGPU und integr. Northbridge)
- Taktraten: 2,3–4,4 GHz
- Modelle: Intel Core i7-4770 Serie

### Haswell-MB
Mobile Version (PGA-Sockel)

### Haswell (BGA-Version)
- 47 W und 57 W TDP: Haswell-H (für „All-in-one“-Systeme, Mini-ITX-Mainboards und andere Mainboards im kleinen Formfaktor)
- 13,5 W und 15 W TDP (MCM): Haswell-ULT (für Intels Ultrabook-Plattform)
- 10 W TDP (SoC): Haswell-ULX (für Tablet-Computer und bestimmte Ultrabook-Implementierungen)

### Haswell-E
High-End-Desktop (FCLGA2011-3)
- Sechskernprozessor (Hexa-Core)/Achtkernprozessor (Octa-Core)#* L1-Cache: je Kern 32 + 32 KiB (Daten+Instruktionen)
- L2-Cache: je Kern 256 KiB mit Prozessortakt
- L3-Cache: 15 MiB bis 20 MiB
- MMX, SSE, SSE2, SSE3, SSSE3, SSE4.2, Intel 64, EIST, XD-Bit, IVT, AES-Instruktionen, AVX, AVX2, SMT, TXT, gather, BMI1, BMI2, FMA3
- Sockel 2011-3
- Verlustleistung (TDP): 140 W
- Erscheinungsdatum: 29. August 2014
- Fertigungstechnik: 22 nm
- Die-Größe: 356 mm² bei 2,6 Milliarden Transistoren (inkl. integr. Northbridge)
- Taktraten: 3,0–3,7 GHz
- Modelle: Intel Core i7-5900 Serie

### Haswell-EP
Server-Version (FCLGA2011-3)

## Roadmap

Intel-CPU-Core-Projektpläne von der NetBurst bzw. P6 bis Skylake